# 열아홉 순정 (노래)
열아홉 순정은 1959년에 발표된 반야월 작사/나화랑 작곡의 이미자 데뷔 곡이다.
이 곡은 이미자가 예능 로타리란 방송의 가요 부문에서 1위 했을 때 그 장면을 보신각 앞의 텔레비전으로 본 작곡가 나화랑이 이미자를 자기 집으로 불러서 몇 곡 테스트 해본 다음 다섯 곡을 주었는데 그중 한 곡 이라고 한다.
이 곡은 작사가 반야월이 작사 한 소재는 열아홉 그리고 순정, 작곡가 나화랑은 우리나라에서 외국 장르를 처음으로 시도한 작곡가 인데  특히 서양의 맘보 리듬을 최초로 한국 가요에 도입하고 스윙과 탱고, 블루스 등의 리듬을 우리 대중가요에 접목 시키기도 했다.
이 곡은 원더걸스가 리메이크 하였다. 그리고  이 곡은 영화 <열아홉 순정>의 주제가로도 쓰였다.